# Stora Sandsjön, Västergötland
Stora Sandsjön är en sjö i Ale kommun i Västergötland och ingår i Göta älvs huvudavrinningsområde. Sjön har en area på 0,573 kvadratkilometer och ligger 86,2 meter över havet. Stora Sandsjön ligger i skogsområdet Alefjäll.

## Delavrinningsområde
Stora Sandsjön ingår i det delavrinningsområde (642424-128096) som SMHI kallar för Ovan 642855-128092. Medelhöjden är 75 meter över havet och ytan är 19,17 kvadratkilometer. Räknas de 5 avrinningsområdena uppströms in blir den ackumulerade arean 32,2 kvadratkilometer. Hältorpsån som avvattnar avrinningsområdet har biflödesordning 2, vilket innebär att vattnet flödar genom totalt 2 vattendrag innan det når havet efter 34 kilometer. Avrinningsområdet består mestadels av skog (63 %), öppen mark (12 %) och jordbruk (17 %). Avrinningsområdet har 1,09 kvadratkilometer vattenytor vilket ger det en sjöprocent på 5,7 %.